# Polydesma determinata
Polydesma determinata är en fjärilsart som beskrevs av Hans Daniel Johan Wallengren 1863. Polydesma determinata ingår i släktet Polydesma och familjen nattflyn. Inga underarter finns listade i Catalogue of Life.